# Langues en Nouvelle-Zélande
Les langues officielles de Nouvelle-Zélande sont l'anglais, le maori de Nouvelle-Zélande et la langue des signes néo-zélandaise. L'anglais a seulement un statut officiel de facto en raison de son omniprésence.

## Recensement de 2013
Selon le recensement de 2013, l'anglais est parlé par 98 % des Néo-Zélandais (dont 81 % d'entre eux en tant qu'unique langue parlée, soit 79 % de la population totale du pays) et le maori par 4 % (dont 6 % d'entre eux en tant qu'unique langue parlée, soit 0,2 % de la population totale du pays). Suivent une multitude d'autres langues parlées par moins de 3 % de la population du pays.
En 2013, 125 352 Néo-Zélandais étaient capables de tenir une conversation en maori, soit 21,3 % de ceux qui se sont déclarés comme ethniquement maori (25 % en 1996), en baisse de 4,8 % par rapport à 2006 avec une population la maîtrisant tendant à vieillir. L'afrikaans est parlé par 90 000 personnes, surtout des blancs originaires d'Afrique du Sud qui se sont installés en Nouvelle-Zélande depuis les années 1990.

## Recensement de 2018
Selon le recensement de 2018, les langues sont ainsi réparties : l'anglais est parlé par 94,4 % des Néo-Zélandais ; le maori par 4 % (185 955 personnes, en légère augmentation) ; le samoan par 2,2 % (101 937 personnes) ; le chinois du Nord (dont le mandarin) par 2 % (95 253 personnes, en légère augmentation) ; l'hindi par 1,5 % (69 471 personnes) ; la langue des signes par 0,5 % (22 986 personnes).